# Amazonia (telenovelă)
Amazonia (Amazônia, de Galvez a Chico Mendes; lit. „Amazonia, de la Galvez la Chico Mendes”), este o miniserie braziliană produsă și expusă de Rede Globo între 2 ianuarie și 6 aprilie 2007, în 55 de episoade. Difuzată în România de canalul Acasă TV.

## Legături externe
- Site oficial Arhivat în 30 iulie 2016, la Wayback Machine.